# 社会静学
社会静学（しゃかいせいがく）とは、ジョン・スチュアート・ミルらによって提唱された社会学の一分類。これは社会において存在する種々の有機体の間に存在している共感性についての理論である。社会静学によって、政治統合体を成立させるためには、どのような事柄が必要であるかということが確かめられた。